# TR Warszawa
Le TR Warszawa est un théâtre public situé à Varsovie, en Pologne. Natalia Dzieduszycka en assure la direction administrative, et Grzegorz Jarzyna la direction artistique. 
Considéré comme l'un des plus grands théâtres polonais, ses productions sont régulièrement acclamées par la presse internationale, comme le Guardian ou le New York Times.  

## Historique
Le TR Warszawa existe en tant qu'entité indépendante depuis 2000. Son nom complet, Teatr Rozmaitości w Warszawie, signifie littéralement « Théâtre de variétés à Varsovie ». Théâtre de répertoire, les acteurs y sont liés de façon permanente et les pièces sont rejouées pendant plusieurs années. Le TR Warszawa travaille également avec des artistes extérieurs, comme Krystian Lupa, Krzysztof Warlikowski, Jan Klata, René Pollesch, ou Kornél Mundruczó. 
Il produit plusieurs pièces reconnues à l'échelle internationale, comme 4.48 Psychose de Sarah Kane, mise en scène par Grzegorz Jarzyna et représentée notamment à la St. Ann's Warehouse à New York. En 2020, il présente Une femme en pièces de Kornél Mundruczó au Festival d'Avignon,. 
Le 26 juin 2020, de concert avec de nombreuses figures du monde de l'art, l'équipe du TR Warszawa témoigne de son soutien au metteur en scène Kirill Serebrennikov, condamné à trois ans de prison avec sursis par la justice russe. Au cours de ce même mois, ils s'engagent également contre l'homophobie et l'antisémitisme, en réponse aux déclarations du président polonais Andrzej Duda.
Le théâtre prévoit de se doter d'un nouveau bâtiment au centre de Varsovie, proche du Musée d'Art Moderne.